# Zhang Pengxiang
Dans ce nom, le nom de famille, Zhang, précède le nom personnel.
Zhang Pengxiang est un joueur d'échecs chinois né le 29 juin 1980 à Tianjin. Grand maître international en 2001, il élimina Anatoli Karpov lors du premier tour du Championnat du monde de la Fédération internationale des échecs  2001-2002. Champion de Chine en 2002 et champion d'Asie en 2007, il remporta la médaille d'argent par équipe lors de l'olympiade d'échecs de 2006.
Au 1er octobre 2013, il est le 316e joueur mondial et le no 17 chinois, avec un classement Elo de 2 574 points.

## Carrière
Zhang Pengxiang remporta le championnat de Chine junior en 1999. Il obtint le titre de grand maître international en août 2001 lors du championnat d'Asie de 2001 où il finit quatrième. En novembre 2001, classé 113e joueur mondial, il battit l'ancien champion du monde Anatoli Karpov lors du premier tour du championnat du monde FIDE à Moscou : après avoir annulé deux fois pendant les parties lentes, il remporta les deux parties rapides.
En 2004, Zhang remporta l'open international de Saint-Sébastien et l'open du tournoi d'échecs de Hoogeveen (ex æquo avec Mikhaïl Gourevitch) avec 7 points sur 9.
En 2005, il remporta le festival des jeux de Cannes avec 8,5 points sur 9 et le festival international de Bad Wörishofen. En 2006, il gagna la coupe du président à Manille et le tournoi de maîtres de Singapour. En 2007, il remporta le championnat individuel d'Asie devant Wang Hao.
Zhang a représenté la Chine lors du championnat du monde par équipe et lors de deux olympiades d'échecs (deuxième remplaçant en 2002 et troisième échiquier en 2006), remportant la médaille d'argent par équipe en 2006.